# Aïda Duvaltier
Aïda Duvaltier (Francia 1934 - Colombia 2001) fue la esposa de Jean-Marie Duvaltier, dibujante industrial, oriundo de Epernay, Francia e instalado en Colombia desde los años 1970.
En 2001, tres hombres armados, miembros del grupo maoísta Ejército Popular de Liberación (EPL), se introdujeron en la finca de los Duvaltier en el pueblo de Arma, para llevarse como rehén a Jean-Marie Duvaltier, de 73 años. Como se encontraba enfermo, su esposa Aïda, de 67 años, propuso a los hombres armados llevársela a ella en su lugar.
Tres meses después, Jean-Marie Duvaltier entregó un rescate al EPL. Más tarde, la familia rehusó un segundo pedido de dinero, estando sin noticias de Aïda desde varios meses.
Los restos mortales de Aïda Duvaltier fueron encontrados en 2006, con la ayuda de un guerrillero arrepentido. Según las informaciones disponibles, murió después de 10 meses de secuestro.